# Богатые невесты
«Богатые невесты» — комедия в четырёх действиях Александра Островского. Написана в 1875 году. Название пьесы полемизирует с другой комедией Островского — «Бедная невеста».
Впервые опубликовано во втором номере «Отечественных записок» за 1876 год (вышел 22 февраля 1876 года).

## Действующие лица
- Анна Афанасьевна Цыплунова, пожилая дама.
- Юрий Михайлович Цыплунов, её сын, лет 30-ти.
- Всеволод Вячеславич Гневышов, важный барин, действительный статский советник в отставке, лет под 60.
- Валентина Васильевна Белесова, девица лет 23-х.
- Антонина Власьевна Бедонегова, богатая вдова, купчиха, лет под 40.
- Виталий Петрович Пирамидалов, мелкий чиновник.

## Содержание
Действие происходит летом, в дачном поселке, в течение нескольких дней.
Здесь отдыхают молодые чиновники Цыплунов и Пирамидалов, которым ищут невест, и богатые невесты Бедонегова и Белесова, которым ищут женихов.
Бедонегова — вдова, обеспеченная купчиха, которая активно пытается увлечь Цыплунова и Пирамидалова, но только отталкивает их своей напористостью. Бедонегова, однако, винит в холодности «женихов» их склонность к юной красавице Белесовой.
Белесова приезжает на дачу генерала Гневышова как его племянница; в действительности она — бедная сирота, которую генерал взял на воспитание и соблазнил.
Жена генерала, узнав об этом, поставила мужу ультиматум: немедленно расстаться с Белесовой и срочно выдать её замуж, привлекая женихов богатым приданым.
Об этом из всех дачников знает только Пирамидалов, поверенный многих тайн генерала. Он просит у генерала в жены Белесову «наградою за мою преданность к вашему превосходительству» (см. д. 2, явл. 4), но генерал отказывает.
Он надеется свести Белесову с Цыплуновым, которого ему рекомендовали как перспективного человека, притом самых строгих правил.
Человек строгих правил, узнав от недругов Белесовой о её связи с генералом, порывает с ней, осыпает оскорблениями и уходит. По его мнению, она падшая женщина, которую должны презирать честные люди. Она не имеет права ходить с гордо поднятой головой, она должна сокрушаться и каяться.
После ночи бессонных размышлений Белесова приходит к выводу, что влюблена в Цыплунова, посылает за ним, сокрушается и кается. Они мирятся.
По настоянию жениха она отказывается от богатого приданого и уезжает с дачи генерала в дешёвые комнаты.
Тем временем Пирамидалов объявляет о своей помолвке с Бедонеговой.